# 長岡京市立長岡第二中学校
長岡京市立長岡第二中学校（ながおかきょうしりつ ながおかだいにちゅうがっこう）は、京都府長岡京市今里五丁目にある市立中学校。2番目に開校した市立中学校で、市北部を校区とする。略称は「二中」（にちゅう）、「長二中」（ながにちゅう）。

## 沿革
1960年代終わりごろには長岡中学校の生徒数が1000人を超え、第二中学校の必要性が論じられるようになった。長岡中学校は町立と名乗りながらも、長岡町の井ノ内、滝ノ町両地区が町域を超えて乙訓学校事務組合立乙訓中学校（現向日市立勝山中学校）に通っていた関係上、乙訓学校事務組合による運営となっていた。そのため、第二中学校の検討にも事務組合との調整が必要であった。しかし、事務組合との調整は進展しないまま長岡中学校の生徒数は1500人を超えていった。この状況から長岡町は「これ以上協議は延ばせない」として、町単独の運営により第二中学校を町の北部に建設することを決定した。1971年に今里地区で用地の取得を完了し、1973年4月に長岡中学校の分離校として「長岡京市立長岡第二中学校」（長岡町は1972年に市制施行）が開校した。井ノ内、滝ノ町両地区も新入生から長岡第二中学校へ通学することになったため、2年後には乙訓中学校への通学委託問題も解決された。

### 年表
- 1973年（昭和48年）
  - 4月 - 開校
  - 7月 - プール竣工
- 1974年（昭和49年） - 校舎を増築
- 1979年（昭和54年） - 校舎を増築
- 1989年（平成元年）9月 - LL教室設置
- 1993年（平成5年）
  - 1月 - 武道場竣工
  - 8月 - コンピューター教室設置
- 1999年（平成11年）9月 - トイレ（1か所）のリニューアル工事完了
- 2006年（平成18年）
  - 4月 - 学校選択制度実施
  - 10月 - コンピューター機器を更新
- 2008年（平成20年）9月 - 普通教室にエアコンを設置
- 2010年（平成22年）3月 - 体育館改築工事完了

## 教育目標
「主体的に生き抜く、創造性あふれる心豊かな人間の育成」

## 主な面積
- 敷地：19,198㎡（市立中学校第3位）
- グラウンド：9,222㎡（市立中学校第3位）
- プール：425㎡
- 体育館：998㎡
- 格技場：400㎡

## 部活動
体育系
- 陸上競技部
- バドミントン部
- 軟式野球部
- 剣道部
- サッカー部
- ラグビー部
- ソフトテニス部
- 卓球部
- バスケットボール部
- バレーボール部

文化系
- 美術部
- 吹奏楽部

## 基本的な通学区域
- 長岡京市立長岡第三小学校の校区（全域）
- 長岡京市立長岡第七小学校の校区（全域）
- 長岡京市立長岡第十小学校の校区（全域）

## 周辺施設
- 長岡京市立長岡第三小学校

## 著名な出身者
- 中田有紀（陸上女子七種競技選手） - 1992年3月に長岡第二中学校を卒業し、アテネオリンピック (2004年)に出場した[1]。

## 交通
- JR東海道本線 長岡京駅下車
- 阪急京都本線 長岡天神駅または西向日駅下車

## 通学区域が隣接している学校
- 長岡京市立長岡中学校
- 向日市立勝山中学校
- 京都市立大原野中学校